# Język waritai
Język waritai (a. weretai), także wari – język papuaski używany w prowincji Papua w Indonezji. Należy do rodziny języków Równiny Jezior .
Według danych z 2000 r. posługuje się nim 150 osób. Jego użytkownicy zamieszkują wieś Taiyeve (dystrykt Mamberamo Hulu, kabupaten Sarmi).
Zagrożony wymarciem, znajduje się bowiem pod presją języka indonezyjskiego.